# تغيير بنية الكروماتين

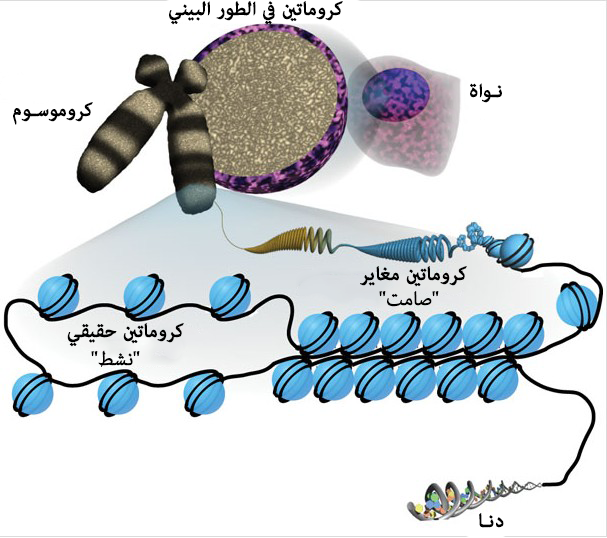
معمارية الكروماتين: الوحدة الأساسية في تنظيم الكروماتين هي الجسيم النووي والذي يحوي 147 زوج قاعدي من الدنا ملتف حول جسم الهستون البروتيني. يمكن لمدى تحزيم الجسيم النووي أن تكون له نتائج بالغة على جميع العمليات المتعلقة بالدنا بما في ذلك التنظيم الجيني. بنية الكروماتين الحقيقي (المرتخي المفتوح) قابلة للنسخ بينما الكروماتين المغاير (المُحزَّم، المشدود) أكثر تحزيما وصعوبة للوصول من قبل عوامل النسخ. يمكن التأثير في تموضع الجسيم النووي وتحزيم الكروماتين بالعديد من العمليات منها التغيير في كل من الهستونات ومركبات تغيير بنية البروتين المعتمدة على الـATP.

تغيير بنية الكروماتين (بالإنجليزية: Chromatin remodeling)‏ هو تغيُّرٌ ديناميكي في معمارية (هيكلة) الكروماتين يسمح لإنزيمات وعوامل النسخ بالوصول إلى الدنا الجينومي المُحزَّم، ومنه التحكم في التعبير الجيني. يتم هذا التغيير في البنية بواسطة:
1) تغيرات تساهمية في الهستونات بواسطة إنزيمات محددة مثل: ناقلة أسيتيل الهستون (HAT)، نازعة أسيتيل الهستون، ناقلة ميثيل الهستون والكيناز، و2) مركبات تغيير بنية الكروماتين المعتمدة على الـATP والتي إما تنقل أو تزيل أو تعيد هيكلة الجسيمات النووية. فضلا عن تنظيم التعبير الجيني بنشاط، يُضفي تغيير بنية الكروماتين دورا تنظيما فوق جينيا في العديد من العمليات البيولوجية: تضاعف وترميم دنا البويضات، الاستماتة، فصل الكروموسومات وكذلك النمو وتعدد القدرات. وُجد أن الزيغ في بروتينات تغيير بنية الكروماتين يصاحب الأمراض البشرية، بما في ذلك السرطان. استهداف مسارات تغيير بنية الكروماتين هو الآن إستراتيجية علاجية كبيرة لمعالجة العديد من السرطانات.

## نظرة عامة
يتم التحكم في تنظيم النسخ الجينومي في المقام الأول بمرحلة قبل البداية وذلك بترابط ماكينات جسم النسخ البروتينية (وهي: بوليميراز الرنا، عوامل النسخ والمنشطات والكاظمات) بتسلسل المحفز في المنطقة المشفرة بالدنا. لكن الدنا يُحزّم بشدة في النواة وذلك بمساعدة بروتينات التحزيم -بشكل أساسي بروتينات الهستون- لتشكيل وحدات متكررة تسمى الجسيم النووي والتي تُحزّّم أكثر لتشكيل بنية كروماتين مكثفة. تسد هذه البنية العديد من المناطق التنظيمية ولا تسمح لها بالتفاعل مع ماكينات النسخ البروتينية وتنظيم التعبير الجيني. للتغلب على هذا المشكل والسماح بوصول ديناميكي للدنا المكثف، تبدِّل عملية تسمى تغيير بنية البروتين معماريةَ الجسيم النووي لكشف أو إخفاء مناطق من الدنا من أجل تنظيم النسخ.
يُعرف تغيير بنية الكروماتين على أنه عملية إنزيمية لتسهيل الوصول إلى دنا الجسيم النووي وذلك بإعادة تغيير بنية، تموضع، وتكوين الجسيمات النووية.